# Catherine Tanvier
Catherine Tanvier (* 28. Mai 1965 in Toulouse, Okzitanien) ist eine ehemalige französische Tennisspielerin.

## Karriere
Ihre höchste Platzierung in der Weltrangliste war der 20. Platz im Einzel im sowie der 16. Platz im Doppel. Sie gewann ein Turnier im Einzel und neun im Doppel. Ihre größten Erfolge in den Grand-Slam-Turnieren war das Erreichen des Achtelfinales bei den French Open 1983, Wimbledon Championships 1985, French Open 1988 und den US Open von 1989 bis 1991 im Einzel sowie das Erreichen des Halbfinales bei den French Open 1983 im Doppel.
1982 gewann sie den Juniorinnenbewerb im Dameneinzel bei den Wimbledon Championships mit einem Sieg gegen Helena Suková aus der damaligen Tschechoslowakei.
Sie gewann zehn Titel, davon neun im Doppel.

## Siege

### Einzel
| Nr. | Datum         | Turnier              | Kategorie | Belag | Finalgegnerin | Ergebnis |
| --- | ------------- | -------------------- | --------- | ----- | ------------- | -------- |
| 1.  | 17. Juli 1983 | Freiburg im Breisgau | WTA Tour  | Sand  | Laura Arraya  | 6:4, 7:5 |

### Doppel
| Nr. | Datum              | Turnier         | Kategorie  | Belag           | Partnerin         | Finalgegnerinnen                         | Ergebnis         |
| --- | ------------------ | --------------- | ---------- | --------------- | ----------------- | ---------------------------------------- | ---------------- |
| 01. | 18. Juli 1982      | Monte Carlo     | WTA Tour   | Sand            | Virginia Ruzici   | Patricia Medrado Cláudia Monteiro        | 7:6, 6:2         |
| 02. | 8. August 1982     | Indianapolis    | WTA Tour   | Sand            | Ivanna Madruga    | JoAnne Russell Virginia Ruzici           | 7:5, 7:6         |
| 03. | 11. November 1985  | Hilversum       | WTA Tour   | Teppich (Halle) | Marcella Mesker   | Sandra Cecchini Sabrina Goleš            | 6:2, 6:2         |
| 04. | 11. Mai 1986       | Barcelona       | WTA Tour   | Sand            | Iva Budařová      | Petra Huber Petra Keppeler               | 6:2, 6:1         |
| 05. | 17. Juli 1988      | Nizza           | WTA Tier V | Sand            | Catherine Suire   | Isabelle Demongeot Nathalie Tauziat      | 6:4, 4:6, 6:2    |
| 06. | 24. Juli 1988      | Aix-en-Provence | WTA Tier V | Sand            | Nathalie Herreman | Sandra Cecchini Arantxa Sánchez Vicario  | 6:4, 7:5         |
| 07. | 22. Oktober 1989   | Bayonne         | WTA Tier V | Teppich         | Manon Bollegraf   | Elna Reinach Raffaella Reggi             | 7:6, 7:5         |
| 08. | 30. September 1990 | Bayonne         | WTA Tier V | Hartplatz       | Louise Field      | Jo-Anne Faull Rachel McQuillan           | 7:63, 6:75, 7:65 |
| 09. | 23. Februar 1992   | Cesena          | WTA Tier V | Teppich (Halle) | Catherine Suire   | Sabine Appelmans Raffaella Reggi-Contano | kampflos         |

## Sonstiges
2010 war sie als Schauspielerin in Jean-Luc Godards Film Film Socialisme zu sehen.